# سان دوناتو میلانزه
سان دوناتو میلانزه (به ایتالیایی: San Donato Milanese) یک کومونه در ایتالیا است که در استان میلان واقع شده‌است. سان دوناتو میلانزه ۱۲٫۸ کیلومتر مربع مساحت و ۳۲٬۵۱۷ نفر جمعیت دارد و ۱۰۲ متر بالاتر از سطح دریا واقع شده‌است.